# 特许任教资格
特许任教资格（英語：Habilitation）是一个人在欧洲及亚洲的一些国家可以取得的最高的学术资格。在获得博士学位或其他同等学位后，特许任教资格需要候选人在其独立的学术成就的基础上撰写一篇专业性论文，然后提交并通过一个学术委员会的答辩，其过程像完成博士论文。但是其学术水平必须超过博士论文所应达到的水平。有时，学术著作的出版是答辩的前提条件。在设有该资格的国家，只有获得该资格方能被视为具有指导博士生的能力。如在德国，获得此资格后即可获得编外讲师（Privatdozent，缩写PD）之衔位，翻译为英文“Senior Lecturer”，其他国家和地区在取得该资格后也可获得类似的衔位。在获得这类衔位后，该人即可受邀出任正教授。
这种学术资格广泛存在于欧洲大陆，包括法国（"Habilitation à diriger des recherches"）、德国（Priv.-Doz.及/或Dr. habil）、瑞士、奥地利（原为Univ.-Doz.，现为Priv.-Doz.）、意大利（"abilitazione professionale"）、丹麦、保加利亚、波兰（特许任教资格博士，dr hab.）、葡萄牙（Agregação）、瑞典和芬兰（Docent或Doc.）、捷克（Docent或DrSc）、斯洛伐克、匈牙利、斯洛文尼亚、西班牙（2008年底废止）、前苏联各国（亚美尼亚、阿塞拜疆、白俄罗斯、立陶宛、摩尔多瓦、吉尔吉斯斯坦、哈萨克斯坦、俄罗斯、乌兹别克斯坦、乌克兰等；称作科学博士，Doktor nauk）。一个类似的资格即Livre-docência仍然存在于巴西圣保罗州，但在巴西其他地方已经不存在。
“Habilitation”一词源于拉丁文habilitare（适合）。它是在18世纪于欧洲发展起来的。除了指此种资格外，“Habilitation”也可指获得此种资格的过程，即在大学某一教学科研领域里通过特定的学术考核程序对某人能否被“赋予授课权”（拉丁語：facultas docendi）的鉴定形式。有时该词还被错误地用于取得该资格所写的论文，后者在德国被称为“Habilitationsschrift”。一个成功的资格考核将令候选人（德語：Habilitand）在某个学科被正式终身授予“venia legendi”（拉丁文“讲授许可”），或“ius docendi”（拉丁文“教学权”）。
这种“讲授许可”即德国的“编外讲师”（Privatdozent），也翻译作具有教授授课资格、教授（Professor）；在奥地利被称为大学讲师（德語：Universitäts-Dozent）资格。通过资格考核的人通常被认为达到了大学教授的学术研究能力。在德語國家地區，取得博士学位（德語：Promotion）代表着拥有独立科学研究的能力，而通过授课资格考试标志着可以在特定的学术领域里以完全的深度和广度进行研究并向学生传道授业。